# رافاييل ألفاريث دي لارا
رافاييل ألفاريث دي لارا لوكاس (بالإسبانية: Rafael Álvarez)‏ (بالإسبانية: Rafael Álvarez De Lara Lucas، ولد في 1 مارس 1981، بطليوس، إسبانيا) دراج إسباني.
حاز على الميدالية الذهبية في بطولة العالم للدراجات الهوائية الجبلية عام 2008.

## إنجازاته

### بطولة العالم للدراجات الهوائية الجبلية
- 2008 فال دي سولي  إيطاليا:  ميدالية ذهبية في سباق الفردي (Four-cross).

## روابط خارجية
- رافاييل ألفاريث دي لارا على موقع أرشيف الدراجات (الإنجليزية)